# Амброз (Северна Дакота)
Амброз (енгл. Ambrose) град је у америчкој савезној држави Северна Дакота.

## Демографија
По попису из 2010. године број становника је 26, што је 3 (13,0%) становника више него 2000. године.
| Група             | 2000.       | 2010.       |
| Белци             | 23 (100,0%) | 26 (100,0%) |
| Афроамериканци    | 0 (0,0%)    | 0 (0,0%)    |
| Азијати           | 0 (0,0%)    | 0 (0,0%)    |
| Хиспаноамериканци | 0 (0,0%)    | 0 (0,0%)    |
| Укупно            | 23          | 26          |